# Balance of Power (album)
Pour les articles homonymes, voir Balance of Power et Équilibre des puissances.
Albums de Electric Light Orchestra
Secret Messages
(1983) Live at Winterland '76
(1998)
Singles
1. Calling America
Sortie : janvier 1986
2. So Serious
Sortie : avril 1986
3. Getting to the Point
Sortie : juillet 1986

Balance of Power est le douzième album studio d'Electric Light Orchestra (réduit au trio Lynne/Bevan/Tandy), sorti en mars 1986, et le dernier jusqu'à la sortie de Zoom en 2001. 

## Titres
Toutes les chansons sont écrites et composées par Jeff Lynne.
| No  | Titre                | Durée |
| --- | -------------------- | ----- |
| 1.  | Heaven Only Knows    | 2:52  |
| 2.  | So Serious           | 2:38  |
| 3.  | Getting to the Point | 4:28  |
| 4.  | Secret Lives         | 3:26  |
| 5.  | Is It Alright        | 3:25  |
| 6.  | Sorrow About to Fall | 3:59  |
| 7.  | Without Someone      | 3:48  |
| 8.  | Calling America      | 3:26  |
| 9.  | Endless Lies         | 2:55  |
| 10. | Send It              | 3:04  |

| 11. | Opening                                                | 0:24 |
| 12. | Heaven Only Knows (autre version)                      | 2:32 |
| 13. | In for the Kill                                        | 3:13 |
| 14. | Secret Lives (autre mix)                               | 3:24 |
| 15. | Sorrow About to Fall (autre mix)                       | 3:48 |
| 16. | Caught in a Trap (face B du single Calling America)    | 3:44 |
| 17. | Destination Unknown (face B du single Calling America) | 4:10 |

## Musiciens
- Jeff Lynne : chant, guitares, basse, claviers, percussions
- Bev Bevan : batterie, percussions
- Richard Tandy : claviers, programmation